# La Uvita
La Uvita è un comune della Colombia facente parte del dipartimento di Boyacá.
Il centro abitato venne fondato da Vicente Ferrer del Río de Loza nel 1758.